# Landesregierung Gleißner V
Die Landesregierung Gleißner V unter Landeshauptmann Heinrich Gleißner (ÖVP) bildete die Oberösterreichische Landesregierung während der XVII. Gesetzgebungsperiode des Oberösterreichischen Landtags vom 5. November 1949 bis zum 18. November 1955. Der Landesregierung Gleißner V folgte die Landesregierung Gleißner VI nach und löste die Landesregierung Gleißner IV ab.
Nach der Landtagswahl 1949 konnte erstmals die Wahlpartei der Unabhängigen (WdU) dank eines großen Wahlerfolges in die Landesregierung einziehen. Die Österreichische Volkspartei (ÖVP) büßte zwei Regierungssitze an die WdU ein und stellte nur noch vier von neun Mitgliedern. Die Sozialdemokratische Partei Österreichs (SPÖ) entsandte wie in der Vorgängerregierung drei Mitglieder in die Landesregierung. Nach der Angelobung der Regierung legte Erwin Wascher (WdU) bereits am 8. Juni 1950 sein Mandat nieder, für ihn wurde am Folgetag Roland Hausmann als neuer Landesrat angelobt. Nach dem Tod Franz Breitwiesers am 7. Oktober 1954 wurde am 19. Oktober Hermann Kletzmayr als Nachfolger gewählt. Felix Kern legte knapp vor der Landtagswahl 1955 am 23. Oktober 1955 sein Amt als Landeshauptmann-Stellvertreter zurück.

## Regierungsmitglieder
| Amt                                                     | Name              | Partei | Zuständigkeitsbereiche                     |
| ------------------------------------------------------- | ----------------- | ------ | ------------------------------------------ |
| Landeshauptmann                                         | Heinrich Gleißner | ÖVP    |                                            |
| Landeshauptmann-Stellvertreter                          | Ludwig Bernaschek | SPÖ    |                                            |
| Landeshauptmann-Stellvertreter                          | Felix Kern        | ÖVP    |                                            |
| Landesrat                                               | Johann Blöchl     | ÖVP    | Agrar                                      |
| Landesrat                                               | Hermann Kletzmayr | ÖVP    | Gewerbereferat, Wahlen, Vermögenssicherung |
| Landesrat                                               | Rudolf Kolb       | SPÖ    | Ernährung, Preisbidung, soziale Fürsorge   |
| Landesrat                                               | Franz Plasser     | SPÖ    | Soziale Fürsorge                           |
| Landesrat                                               | Georg Grünbart    | WdU    | Rechnungsprüfung, Sparkassen, Wasserrecht  |
| Landesrat                                               | Roland Hausmann   | WdU    | Naturschutz                                |
| Vorzeitig ausgeschiedene Mitglieder der Landesregierung |                   |        |                                            |
| Landesrat                                               | Franz Breitwieser | ÖVP    | Finanzen                                   |
| Landesrat                                               | Erwin Wascher     | WdU    | Ernährung                                  |